# Pagnotta pasquale
La pagnotta pasquale è un dolce a base di farina di grano, pasta da pane già lievitata, zucchero, strutto, uova, scorza di limone grattugiata, liquore all'anice, lievito di birra e uvetta. Si prepara tradizionalmente nel periodo di Pasqua ed è tipica dell'area di Cesena, Mercato Saraceno e Sarsina. La preparazione si basa su una ricetta antica.
 ed è inserita nell'elenco regionale dei prodotti agroalimentari tradizionali (P.A.T.).

## Preparazione
È una pagnotta di grandi dimensioni (tradizionalmente 1kg o più), a forma di cupola, prodotta con un impasto fatto lievitare per ore in un ambiente caldo. In passato la lievitazione avveniva talvolta nel letto, quando si collocava sotto le lenzuola lo scaldaletto in legno, colloquialmente detto prete, contenente il recipiente con le braci. Successivamente la pagnotta viene spennellata con uova sbattute, viene incisa in cima con un taglio semplice o talvolta a croce, e messa in forno a cuocere fino alla doratura della superficie.
Secondo la tradizione, la consumazione della pagnotta iniziava la mattina di Pasqua con l'uovo benedetto e proseguiva nei giorni successivi in accompagnamento ai pasti, fino alla domenica successiva ed oltre.
Si differenzia per dimensioni e ingredienti dalla panina, altro dolce tipico pasquale diffuso anch'esso in Romagna e nell'Aretino in diverse varianti, quali la panina dolce o pepata, la panina gialla e la panina unta.

## Sagra
La Sagra della pagnotta si tiene ogni anno a Sarsina nelle due domeniche precedenti la Pasqua.